# K'uk' Bahlam I
 (juillet 2018).
Si vous disposez d'ouvrages ou d'articles de référence ou si vous connaissez des sites web de qualité traitant du thème abordé ici, merci de compléter l'article en donnant les références utiles à sa vérifiabilité et en les liant à la section « Notes et références ».
K'uk 'Bahlam I (30 mars 397-435) également connu sous le nom de Kuk et Bahlum K'uk' était le fondateur de la dynastie d'ajaw régnant sur la ville maya de Palenque et en est le premier ajaw. Il fonda la dynastie le 10 mars 431. Son successeur était Casper.

## Représentation
Le glyphe le représentant montre un encensoir en pierre avec une coiffe de quetzal (k'uk') et des oreilles de jaguar (bahlam).